# Чувак, де моя машина?
Чувак, де моя машина? (англ. Dude, where's my car?) — фантастична молодіжна комедія 2000 року. Загалом, фільм отримав негативні рецензії від критиків, але після виходу на DVD став культовим.

## Сюжет
Джессі і його друг Честер прокидаються зранку з диким похміллям. Честер запитує: «А що ми робили вчора?», на що Джессі відповідає, що не знає. Потім він згадує, що наче пиячили у подруг-близнят. В одній квартирі з ними виявляється ще один чувак на ім'я Джим, але відкіля він узявся, вони не пам'ятають. Хлопці відкривають холодильник, а він повнісінький сирних пудингів. Джессі вигукує: «Ну невже ми так обдовбались вчора!». Автовідповідач розгніваним жіночим голосом кричить, що вони вчора заявилися з купою народу і бочкою пива, улаштували дикий бардак і свинарник тощо.
Кому з молодих не знайома ця тема? Як спільно відновити хід подій попереднього вечора! Напередодні вони обіцяли купити подругам-близнятам подарунки, і тоді буде сюрприз, а саме секс — та й пора б — вони вже рік зустрічаються із сестричками. Далі з'ясовується, що вони взяли на роботі тридцять порцій піци, але дотепер не доставили їх клієнтам. Так, хлопці так напередодні накачалися, що навіть не можуть згадати, де поставили свою машину. Для того, щоб знайти, де припаркована тачка Честер і Джессі мають згадати все, що було вчора і тут на них очікує багато несподіванок.

## У ролях
| Актор               | Роль                                       |
| ------------------- | ------------------------------------------ |
| Ештон Кутчер        | Джессі Монтгомері III                      |
| Шон Вільям Скотт    | Честер Ґрінбурґ                            |
| Дженніфер Гарнер    | Ванда                                      |
| Марла Соколофф      | Вільма                                     |
| Крісті Свонсон      | Крісті Бонер                               |
| Мітзі Мартін        | Детка №1                                   |
| Девід Герман        | Нельсон                                    |
| Гел Спаркс          | Золтан                                     |
| Чарлі О'Коннелл     | Томмі                                      |
| Джон Тоулс-Бей      | містер Піццаколі                           |
| Крістіан Міддельтон | норвежець-прибулець № 1                    |
| Девід Беннік        | норвежець-прибулець № 2                    |
| Тертл               | Джефф                                      |
| Фреда Фо Шень       | продавчиня в китайському ресторані (голос) |
| Кеоне Ян            | містер Лі                                  |
| Брент Спайнер       | П'єр                                       |

## Саундтреки
1. Stoopid Ass — Grand Theft Audio
2. Playmate Of The Year — Zebrahead
3. Lighting The Way — Superdrag
4. I'm Afraid of Britney Spears — Liveonrelease
5. Authenticity — Harvey Danger
6. Voodoo Lady — Ween
7. Listen To The Music — Dangerman
8. So Cal Loco (Party Like a Rockstar) — Sprung Monkey
9. We Luv U — Grand Theft Audio
10. Lunatic — Silt
11. Sorry About Your Luck — Spy
12. Bust a Move — Young MC

## Цікаві факти
- Сюжет фільму пішов від так і залишеної нереалізованою задумки ігрової повномасштабноі версії популярного в середині 1990-х мультсеріалу «Бівіс і Батхед».
- У багатьох мусульманських країнах сцену з поцілунком Джессі й Честера було вирізано.
- Зникла машина головних героїв — Renault 5.